# فلاویان لو پستولک
فلاویان لو پستولک (انگلیسی: Flavien Le Postollec؛ زادهٔ ۱۹ فوریهٔ ۱۹۸۴) بازیکن فوتبال اهل فرانسه است.
از باشگاه‌هایی که در آن بازی کرده‌است می‌توان به باشگاه فوتبال اود-هورلی لوون، باشگاه فوتبال لیل، و باشگاه فوتبال اوپن اشاره کرد.